# Filipo II de Macedonia
Para el rey seléucida homónimo, ver: Filipo II Filorromano.
Filipo II (en griego: Φίλιππος Βʹ ὁ Μακεδών [Phílippos II ho Makedṓn], 382 - 336 a. C.) fue rey de Macedonia desde 359 a. C. —si bien no desposeyó a su sobrino Amintas IV, legítimo rey, hasta el 355 a. C.— hasta su asesinato en 336 a. C. 
El largo reinado de Filipo II marca la madurez del reino de Macedonia y su conversión en una potencia de ámbito panhelénico. Bajo su gobierno se mejoró la organización del Estado, se creó un nuevo tipo de ejército y se produjo el ascenso del reino de Macedonia, que estableció un nuevo marco de relaciones en la Hélade y llegó a controlar la mayor parte del mundo griego, incluidas algunas ciudades de Asia Menor, hasta entonces dominadas por el Imperio persa aqueménida. Tras la muerte de Filipo, esta expansión sería continuada por su hijo y heredero en el trono, Alejandro Magno.
Su nombre en griego era Φίλιππος Β', que proviene del griego antiguo Φίλος (filos): ‘amigo’; e ἵππος (ippos): ‘caballo’.

## Biografía
Nacido en Pella, Filipo era el hijo más joven de Amintas III (393-370/369 a. C.) y Eurídice I. Cuando los ilirios derrotaron a los macedonios y les impusieron el pago de tributos, Filipo, que entonces tenía 14 años, fue apresado como garantía y confiado a los tebanos. Filipo permaneció como rehén en Tebas, por entonces la polis hegemónica en Grecia, durante tres años (368-365 a. C.) En esa época Filipo II recibió educación militar y diplomática de Epaminondas y vivió con Pamenes de Tebas, un entusiasta defensor del Batallón Sagrado de Tebas.
En 364 a. C. Filipo volvió a Macedonia, participando en asuntos de gobierno. A raíz de la muerte de sus hermanos mayores, los reyes Alejandro II y Perdicas III, el poder pasó a manos de Filipo. No se sabe si actuó primero como regente de su sobrino Amintas IV, hijo de Perdicas III y heredero legítimo al trono, y solo más tarde fue aclamado rey (Justino, VII, 5, 9-10), o si, ante la juventud de Amintas (cinco años) y vista la grave crisis que se cernía sobre Macedonia, fue directamente nombrado rey (Diodoro, XVI, 2, 1). En todo caso, el príncipe Amintas permaneció al lado de su tío durante todo su reinado, recibiendo honores y alcanzando importantes posiciones.
Filipo tuvo que hacer frente a varios pretendientes al trono: 
- Argeo, posible hijo del rey Arquelao I,[3] quien ya había ocupado el trono (388-386 a. C.) frente a Amintas III de Macedonia, padre de Filipo.
- Pausanias, posible hermano de Argeo,[3] antiguo pretendiente bajo la regencia de Ptolomeo de Aloro (368 a. C.), apoyado por el rey tracio Berisades.
- Arquelao, hijo ilegítimo de Amintas III y su primera esposa Gigea, apoyado por sus hermanos Arrideo y Menelao.

Filipo consiguió eliminar a todos los pretendientes al trono. Argeo usó un ejército de mercenarios y, ayudado por exiliados macedonios y algunas tropas atenienses, hizo un intento para ocupar Egas, pero fue rechazado. A su retirada a Metone, Pieria, fue interceptado por Filipo y derrotado. Pausanias perdió el apoyo de los tracios, comprados por Filipo, y Arquelao fue eliminado y sus hermanos huyeron de Macedonia hacia Olinto. Filipo quedó entonces como único gobernante.
En el 339 a. C. cuando Filipo regresaba a Macedonia, luego de la campaña escita contra Ateas, la tribu tracia de Tribalios le impidió el paso exigiéndole una parte del botín. Surgió una disputa y después una batalla, en la que Filipo recibió una notoria herida penetrante de lanza en su pierna, que fue casi fatal y lo dejó cojo 3 años antes de su asesinato en 336 a. C. como refieren Justino, Demóstenes, Plutarco y Ateneo.

## Su ejército

La estrella Argéada, símbolo de la dinastía del mismo nombre.

En sus tres años de estancia en Tebas, Filipo estudió de cerca los ejércitos griegos y su política. Se dio cuenta de que la nueva táctica de la ruptura que se enseñaba a los soldados, basada íntegramente en la falange, podía mejorarse mucho. En el campo político percibió que Tebas ya no era la ciudad fuerte ante Atenas, que se debilitaba y dejaría de dominar. La idea de este rey era llegar a la unidad política de todos los pueblos griegos bajo su mando.
Su primer cometido fue organizar un buen ejército, competente, disciplinado y numeroso, capaz de enfrentarse con los más grandes pueblos de aquel mundo conocido, capaz de dominarlo, como lo hizo, a lo largo de dos siglos. Filipo preparó el ejército no con mercenarios, sino con sus súbditos, para el posterior triunfo de Alejandro Magno, de la misma manera que Cayo Mario preparó en Roma el ejército que haría triunfar a César. El biógrafo griego Plutarco (c. 46-125 d. C.) escribiría siglos más tarde sobre esta coincidencia en su gran obra Vidas paralelas.
El rey proporcionaba las armas:
- casco
- coraza de cuero
- escudo pequeño y redondeado
- espada corta
- lanza de 6 metros y medio de largo, la famosa sarissa, la más larga y pesada de las lanzas de la Antigüedad.

Filipo reorganizó el ejército de Macedonia, que hasta entonces se basaba en la caballería, integrada a su vez por la nobleza. Aumentó el número de infantes, se preocupó por su equipamiento y les dotó de un arma nueva, la sarissa. Creó la falange, cuerpo concentrado de infantería formado por 16 filas de soldados, las seis primeras filas bajaban la sarissa para entrar en combate. Los flancos estaban protegidos por la caballería.
Se componía de:

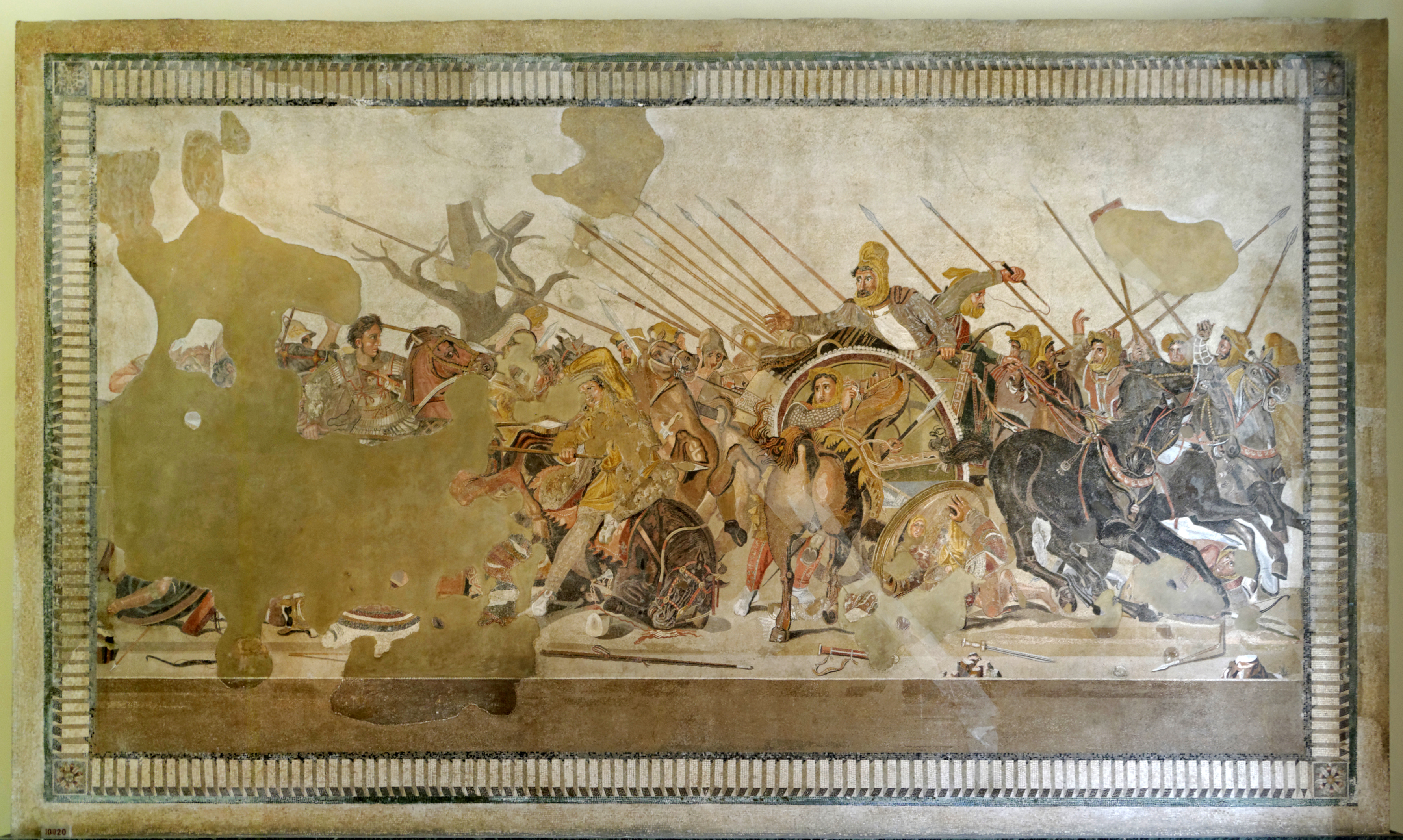
Imagen de un mosaico romano en el que aparece la falange macedonia luchando en la Batalla de Issos.

- Caballería pesada (formada por la nobleza). Los reyes macedonios poseían una tropa de jinetes nobles que formaban su escolta, llamados hetairoi (compañeros del rey). Filipo organizó a su modo esa caballería y les dio a todos las mismas armas: coraza metálica, jabalina y espada. Eran en total 800 hombres y su especialidad era la carga frontal.
- Caballería ligera. Era la encargada de iniciar el combate y apoyar a la falange atacando los flancos enemigos.
- Infantería, formada por la masa del pueblo y los hipaspistas -infantería ligera-.
- Falange, donde estaban los hombres más robustos. Estaba formada por guerreros armados con lanzas, que entraban en combate de forma frontal y sin separar las líneas. Con Filipo adquirieron tanta importancia que les denominó pezhetairoi (compañeros a pie del rey).

Al principio este ejército lo componían 10 000 soldados. Poco a poco fue aumentado y alcanzó los 30 000 efectivos. Llegó a ser muy superior a los demás ejércitos de los distintos pueblos griegos, siendo no solo superior en número de contingentes, sino en aspectos fundamentales como la organización y la disciplina. 
Filipo sabía que los griegos se habían ido relajando en sus costumbres y por tanto trató de corregir los fallos y errores. Los soldados griegos temían las grandes marchas, nunca se ponían en campaña si no era primavera, llevaban muchos carros y sirvientes consigo, lo que hacía que se llenaran los campos y retrasaran las marchas. Desde un principio, Filipo obligó a sus soldados a caminar 50 km diarios llevando sus armas e impedimentas, prohibió llevar vehículos y solo consintió un sirviente por cada 10 hombres y uno también para cada jinete. Además hizo campañas en invierno. Era muy rígido y contaba con la disciplina por encima de todo.
Para la lucha en el campo de batalla se colocaban en falange, que era la masa regular. La falange no era un invento de Filipo, ya existía entre los griegos, pero él supo perfeccionarla. La falange macedonia constaba de 16 filas de hombres armados con la sarissa. Los de las 6 primeras filas sostenían con las dos manos la lanza en dirección al enemigo. Por delante de ellos iban asomando las lanzas de las filas de los que estaban detrás, de manera que la formación quedaba así:
- En la primera fila la lanza o sarissa avanzaba 6 metros (6,5 m, a veces).
- La segunda fila sobrepasaba su lanza en 5 metros a la primera.
- La tercera sobrepasaba en 4 metros.
- La cuarta sobrepasaba en 3 metros.
- La quinta en 2 metros.
- La sexta en 1 metro.

Las últimas filas sostenían su lanza hacia arriba, se mantenían a la expectativa y cubrían bajas. En caso necesario, las ocho últimas filas hacían frente al lado opuesto, volviendo la espalda a sus compañeros. Entonces se formaba una agrupación impenetrable. La falange era una masa pesada, de movimientos lentos, que solo podía maniobrar en llano. Para movimientos rápidos, escalar alturas y atrincheramientos, Filipo contaba con infantes que llevaban un escudo pequeño y armas ligeras.
Otra cuestión de la que se ocupó el rey fue de la maquinaria de guerra, que llegó a ser la más completa que los historiadores hayan conocido hasta ahora. Se empleaba para sitiar ciudades y constaba de catapultas (que lanzaban grandes piedras y tizones encendidos) y torres móviles para alcanzar las murallas. Con este ejército tan preparado y tan bien equipado Alejandro Magno pudo realizar los sueños de su padre Filipo: conquistar Persia.

Extensión del reino de Macedonia a la muerte de Filipo.
Ciudad (fecha de ocupación)
Guarnición macedonia
Batallas importantes
Reino de Macedonia
Territorios dependientes
Territorios de los molosos
Tesalia
Miembros de la liga de Corinto
Estados neutrales
Imperio Persa

## Las primeras campañas militares
Sus ideas expansionistas de Macedonia y su capacidad militar pronto le llevaron a lograr grandes éxitos. Inmediatamente asentó el poder de la monarquía macedonia tanto dentro como fuera de sus fronteras. En el interior, acabó con los pretendientes que le veían como un usurpador y dominó a los príncipes de las regiones altas (Lincestis, Elimia y Oréstide). En el exterior, venció a peonios e ilirios en 358 a. C., con lo que Filipo extendió sus dominios tierra adentro hasta el lago Lignitis.
Luego aprovechó la guerra social (o Guerra de los Aliados) de 357-355 a. C. para expandirse. En 357 a. C. tomó la colonia ateniense de Anfípolis, que controlaba las minas de oro del monte Pangeo, reteniéndola a pesar de las promesas de devolvérsela a los atenienses. Ese mismo año, Filipo se casó con la princesa Olimpia de Epiro, hija del rey de Molosia.
En 356 a. C. conquistó Pidna, y a continuación Potidea, ciudad que entregó a la Liga Calcídica en contra de los intereses de Atenas. Tras derrotar a una coalición de tracios, ilirios y peonios, Filipo se sintió lo suficientemente fuerte como para postergar a su sobrino, dejarse de ficciones y proclamarse rey de Macedonia, con el nombre de Filipo II.

## Reinado de Filipo II
En el mismo 355 a. C. conquistó la ciudad de Crénidas (a la que bautizó con su nombre llamándola Filipos o Filípolis) cerca de la costa del mar Egeo, a orillas del río Hebro y al otro lado de la zona minera del monte Pangeo. Desde esta ciudad podía tener el control absoluto de la producción de oro y a partir de ese momento, Filipo pudo acuñar moneda en este metal y con ella organizó una gran fuerza de mercenarios.
También atacó Abdera y Maronea, en la costa de Tracia, ciudad que antes había pertenecido a Atenas. Con la conquista de Metone, en la que Filipo perdió el ojo derecho, finalizó la primera fase de expansión por la costa (354 a. C.). Aliado con los Alévadas de Larisa, intervino en Tesalia, donde tomó el puerto de Págasas. Sin embargo, cuando los tiranos de Tesalia llamaron en su axilio a los focidios, Filipo fue derrotado por Onomarco en dos ocasiones (353 a. C.). Posteriormente, en la llamada batalla del Campo de Azafrán, en 352 a. C., Filipo aniquiló por completo a las huestes de Onomarco, quien murió colgado, mientras que se arrojaron al mar 3000 prisioneros. Como consecuencia de la derrota, los tiranos Licofrón y Pitolao fueron expulsados definitivamente de Feras y Filipo reorganizó Tesalia.
Sin embargo, no pudo penetrar en la Grecia central para seguir combatiendo a los focidios, al estar bloqueadas las Termópilas por los atenienses. Entonces, se retiró hacia Macedonia, y hacia el noreste después, extendiendo su área de influencia y sometiendo las ciudades costeras griegas del Mar Negro hasta el río Hebro (352-351 a. C.).
Su siguiente ataque lo lanzó en 350 a. C. sobre la península Calcídica, con la que hasta entonces había mantenido relaciones amistosas, la excusa fue la petición a la liga para que entregara a Menelao y Arrideo, hemanastros de Filipo y que había ayudado a su hermano Arquelao en su intento de usurpar el trono macedonio. La respuesta negativa de la Liga desembocó en la guerra. Sincronizó la campaña con una revuelta que instigó en Eubea para impedir la intervención ateniense. Ese mismo año conquistó Estagira, y en el 348 a. C. destruyó su principal ciudad, Olinto, con lo que la Calcídica quedó sometida al dominio macedonio. Con Macedonia y las regiones adyacentes consolidadas, Filipo celebró un festival olímpico en honor a los dioses con banquetes y competiciones en Díon.
Estos hechos provocaron que en Atenas se empezara a hablar de paz, aunque todavía predominara la tendencia favorable a la guerra, por lo que Filipo esperó a la primera ocasión favorable. Esta se dio en 347 a. C., con motivo del final de la tercera guerra sagrada: los beocios llamaron en su auxilio al poderoso Filipo, quien acudió inmediatamente. En consecuencia, los focidios apelaron nuevamente a Atenas y Esparta. Sin embargo, aprovechando las disensiones internas de los focidios, Filipo llegó a un acuerdo con su jefe Faleco, el hijo de Onomarco, que se había apostado en las Termópilas con un ejército mercenario. Faleco dejó pasar a Filipo y se retiró al Peloponeso. Así, en 346 a. C., las ciudades de Fócida fueron arrasadas, Fócida fue expulsada de la Anfictionía de Delfos, y sus votos pasaron a Filipo, que fue admitido en la misma con lo que adquirió una sólida posición de poder y prestigio en el mundo griego. Filipo aprovechó su posición en la Anfictionía para dominar los asuntos de Grecia y tener el control del Oráculo de Delfos, de suma importancia para cualquier decisión militar o política que hubiera que tomar.
A Atenas no le quedó otra solución que la paz, que solicitó al monarca macedonio a través de Filócrates. En ella se garantizaba a cada parte sus territorios conquistados, y se establecía una alianza defensiva, lo que dio ocasión al orador Isócrates para exhortar a Filipo a dirigir sus ejércitos contra los persas.
A pesar de las advertencias de Demóstenes, los atenienses dejaron hacer a Filipo, que consolidó su influencia en Grecia y reconoció la independencia de Mesenia y Arcadia. Al mismo tiempo, asentó sus dominios en Iliria, reorganizó de nuevo Tesalia (343-342 a. C.), intervino en Epiro, expulsando a Arribas y entronizando a Alejandro de Epiro, También negoció un acuerdo secreto con Hermias, tirano de Atarneo, asistido por Aristóteles, con el objeto de tener una cabeza de puente en caso de invadir Asia. Por otra parte, en 342 a. C. avanzó por Tracia para conquistar los distritos más orientales del Hebro y obligó a someterse al príncipe Cersobleptes de los odrisios.
Demóstenes ansiaba la guerra contra los macedonios, considerados unos bárbaros, y con sus discursos solivianta y prolonga la enemistad de Atenas con Macedonia: son las famosas Filípicas. La expansión macedonia en la región de los Estrechos alarmó a los atenienses, que, conducidos por Demóstenes, declararon la guerra a Filipo (340 a. C.). Este comenzó los asedios de Perinto (340 a. C.) y Bizancio (339 a. C.), fracasados por su carencia de fuerzas navales, y vio temporalmente comprometida su influencia en toda Grecia. Otro enfrentamiento que tuvo lugar en ese año fue contra Ateas, rey de los escitas. Sin embargo, aprovechó la cuarta guerra sagrada para decidir el conflicto en tierra. Nombrado hegemon de la Anfictionía, Filipo penetró en la Grecia central y venció en la batalla de Queronea (338 a. C.) a los tebanos y atenienses aliados. En esta batalla, su hijo Alejandro, de 18 años de edad, llevó a cabo su primera acción militar.
Después de esta gran victoria, Filipo demostró una gran sabiduría política al no humillar a los vencidos. El macedonio instauró su hegemonía sobre Grecia, constituyendo la Liga de Corinto (337 a. C.), que incluía a todos los Estados griegos, a excepción de Esparta. La Liga garantizaba la paz general, la autonomía interna de cada miembro, salvo para reprimir revoluciones, y una alianza perpetua bajo el mando de Filipo, a quien la Liga concedió el mando de la guerra contra Persia.
Mientras se realizaban los preparativos de la expedición, con el envío de un ejército a Asia Menor bajo el mando de Parmenión y Átalo, Filipo fue asesinado.

## Muerte de Filipo II
En el año 337 a. C., Filipo se divorcia de Olimpia. Su intención era volverse a casar con una noble macedonia, Eurídice, sobrina del general Átalo. Para aplacar el descontento de los nobles de Molosia (de donde era Olimpia), trama un matrimonio de conveniencia entre su propia hija Cleopatra y un hermano de Olimpia, Alejandro de Epiro, que era rey vasallo en Molosia.
Para la boda se organizaron grandes fiestas en Egas (primera capital de la antigua Macedonia). Desde el amanecer avanzaban en procesión solemne las estatuas de los doce dioses sentados en tronos lujosos muy adornados. Una estatua hacía la número trece: era la efigie del gran Filipo. Hubo un gran banquete y a continuación todos se dirigieron al teatro para terminar allí el agasajo. Llegó Filipo, que se había vestido de blanco para la ocasión, y cuando se disponía a entrar en el recinto sin guardaespaldas (resaltando ante los diplomáticos griegos ahí presentes su cercanía al pueblo), se le abalanzó un joven noble macedonio y le hirió en un costado. Murió al instante allí mismo. El asesino se llamaba Pausanias, uno de sus siete guardaespaldas. El asesino inmediatamente intentó escapar y alcanzar a sus compañeros en la conspiración, que le esperaban con caballos en la entrada de Egas. Fue perseguido por tres guardaespaldas de Filipo y murió a sus manos.
Las razones para la acción de Pausanias son difíciles de responder completamente, dado que existe controversia incluso entre los historiadores antiguos. El único relato contemporáneo que ha llegado es el de Aristóteles, que comenta que Filipo fue asesinado porque Pausanias había sido ofendido previamente por los seguidores del general Átalo, suegro del rey.
Cincuenta años más tarde, el historiador Clitarco de Alejandría amplió y embelleció la historia. Siglos más tarde su versión sería narrada por Diodoro Sículo y por todos los historiadores que se basaron en Clitarco. En el libro dieciséis de la historia de Diodoro, Pausanias habría sido un amante de Filipo, que habría tenido un ataque de celos cuando Filipo cambió sus preferencias por otro hombre más joven, también llamado Pausanias. Sus intentos por conseguir al joven acabarían haciendo que este se suicidase, lo que llevaría a que su amigo Átalo se enemistase de Pausanias. Átalo acabaría vengándose invitando a Pausanias a cenar, emborrachándole y sometiéndole a abusos sexuales.
Cuando Pausanias acudió a Filipo, el rey se vio incapaz de castigar a Átalo, dado que estaba a punto de enviarle a Asia con Parmenión para preparar la invasión. También se había casado con la sobrina o hija de Átalo, Eurídice. En lugar de ofender a Átalo, Filipo trató de compensar a Pausanias ascendiéndole dentro de la guardia real. Sin embargo, parece que el deseo de venganza de Pausanias habría dado un giro contra el hombre que no había cumplido en vengar su honor herido, por lo que planeó matar a Filipo.
El historiador Marco Juniano Justino sugiere que Alejandro o su madre Olimpia eran conocedores de la intriga, o incluso los instigadores. Al parecer, según este historiador, Olimpia habría agradecido a Pausanias su acción poniendo una corona encima del cuerpo del asesino, erigiendo un monumento en su memoria y ordenando sacrificios anuales en su honor.
Muchos historiadores modernos entienden que todos los relatos son improbables. En el caso de Pausanias, el motivo que se alega para el crimen parece muy forzado. Por otro lado, la implicación de Alejandro y de Olimpia arroja dudas: actuar como se supone que hicieron habría requerido actuar directamente contra la máquina militar, que era leal a la persona de Filipo. Lo que parece que se recoge en estas historias son las sospechas naturales que recaen en los principales beneficiarios del asesinato. Podría incluso haber parte de propaganda esparcida por los enemigos políticos dentro de los relatos posteriores al acontecimiento, y más teniendo en cuenta que Átalo sería posteriormente ejecutado en la consolidación del poder por Alejandro tras el asesinato.
Por todo ello, los historiadores de todos los tiempos han barajado muchas teorías sobre el caso. Lo primero que han hecho siempre ha sido preguntarse quién salía beneficiado con la muerte de Filipo, pero esta pregunta tiene muchas réplicas. Varios personajes pudieron estar implicados, como por ejemplo:
- El propio Alejandro, su hijo
- Olimpia de Epiro, la esposa de la que se divorció
- El rey de Persia
- Muchos nobles macedonios
- Demóstenes, su eterno rival

Cada autor presenta su tesis y sus teorías, pero el asesinato de Filipo sigue siendo un misterio. Para evitar caer en el vicio de la soberbia, el rey Filipo de Macedonia, situó un esclavo a la puerta de su dormitorio que cada mañana le decía: "Levántate, rey, y piensa que no eres más que un miserable mortal". De forma parecida, los emperadores romanos se hacían acompañar en sus triunfos de un siervo que les decía: "Recuerda que eres solo un hombre".

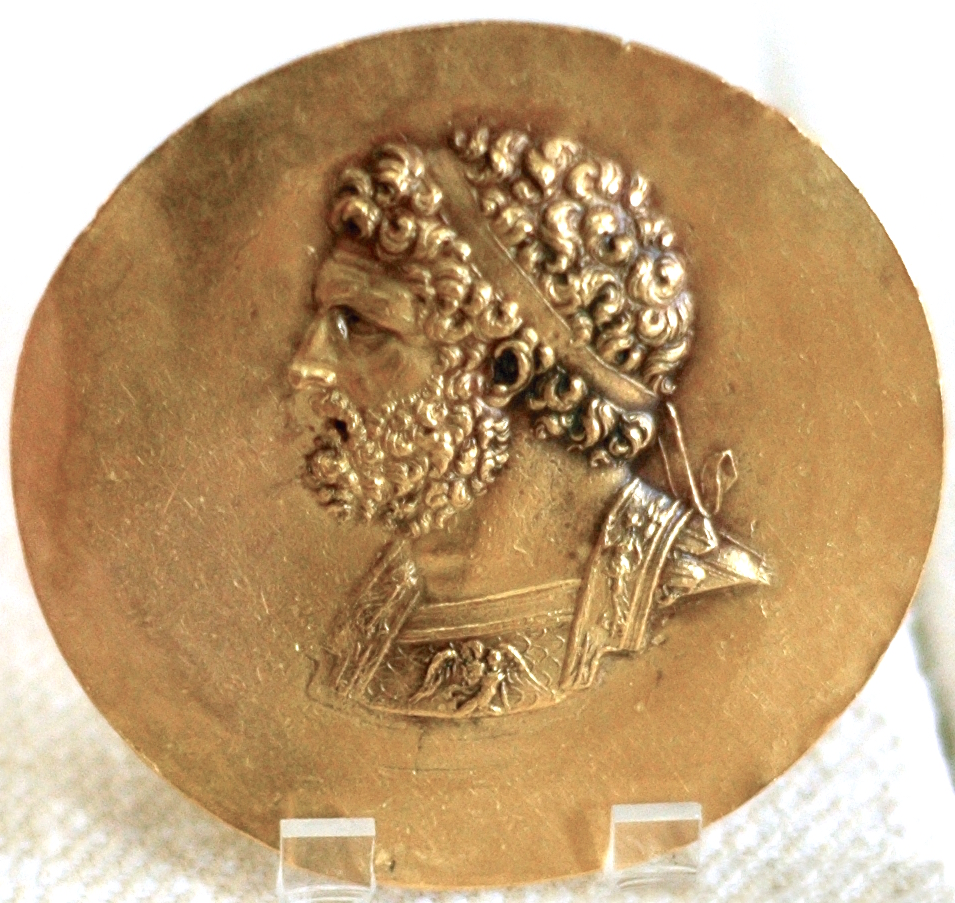
Retrato de Filipo II de Macedonia en una medalla de la victoria (niketerion) del a. C.

## Matrimonios y descendencia
Primer matrimonio
Con Audata, princesa iliria.
Hijos:
- Cinane, quien fue la esposa de Amintas IV, quien a su vez era hijo de Pérdicas III (365-360 a. C.).

Segundo matrimonio
Con Fila, hermana de Derdas, procedente de Elimea.
Sin descendencia.
Tercer matrimonio
Con Nicesípolis de Feres (Tesalia), de donde nació Tesalónica de Macedonia. Su madre murió a los pocos meses de tenerla, y su madrastra, Olimpia de Epiro, es quien se ocupó tanto de su educación como de su crianza, como si se tratara de su propia hija, ya que al parecer Olimpia y Nicesípolis eran buenas amigas.
Cuarto matrimonio, aproximadamente en 358 a. C.
Con Filina, que probablemente fuera una noble de Tesalia de la familia de los Alévadas, aunque otras fuentes señalan que era una bailarina o incluso una prostituta. De esta relación nació Filipo III de Macedonia llamado también Filipo Arrideo, quien a causa de una enfermedad tenía disminuídas sus facultades mentales.
Quinto matrimonio (357 a. C.)
Con Polixena, quien luego volvió a modificar su nombre por Olimpia de Epiro al nacer Alejandro III en 356 a. C. en homenaje a la gran batalla en la que Filipo II venció en el monte Olimpo para dicha fecha.
Hijos:
- Alejandro III.
- Cleopatra de Macedonia.[44]

Sexto matrimonio (339 a. C.)
Con Meda de Odesa, princesa tracia, hija del rey Cotelas de la tribu de los getas.
Séptimo matrimonio (337 a. C.)
Con Cleopatra (conocida históricamente como Cleopatra Eurídice de Macedonia), sobrina de un noble llamado Atalo, perteneciente a la nobleza macedónica de Pela, la ciudad capital durante el reinado de Filipo II.
Hijos:
- Europa de Macedonia (336 a. C.)[44]
- Según algunas fuentes, Cárano.[47]

Luego del asesinato de Filipo II, Cleopatra y Europa fueron asesinadas presuntamente por orden de Olimpia, la madre de Alejandro Magno, mientras el asesinato de Carano, en caso de que este existiera, se atribuía al mismo Alejandro Magno, a quien también se consideraba responsable del asesinato de otros familiares de Cleopatra.
Algunos autores antiguos atribuían también a Filipo la paternidad de Ptolomeo I Sóter, fundador de la dinastía ptolemaica, que lo habría tenido con una concubina. Sin embargo, los historiadores modernos consideran estos rumores como falsos, señalando que la madre de Ptolomeo, Arsínoe, pertenecía a una familia noble.
Por otra parte, los restos óseos y el ajuar funerario de una mujer hallados en la antecámara de la tumba de Vergina que se atribuye a Filipo II han llevado a algunos investigadores a formular la hipótesis de que la identidad de esta mujer podría corresponder a otra esposa de Filipo II: una princesa escita de nombre desconocido hija del rey Ateas, aunque esta no es mencionada en las fuentes antiguas y otros historiadores han apuntado la posibilidad de identificar estos restos con la ya mencionada Meda de Odesa, la princesa tracia.

## Investigaciones arqueológicas

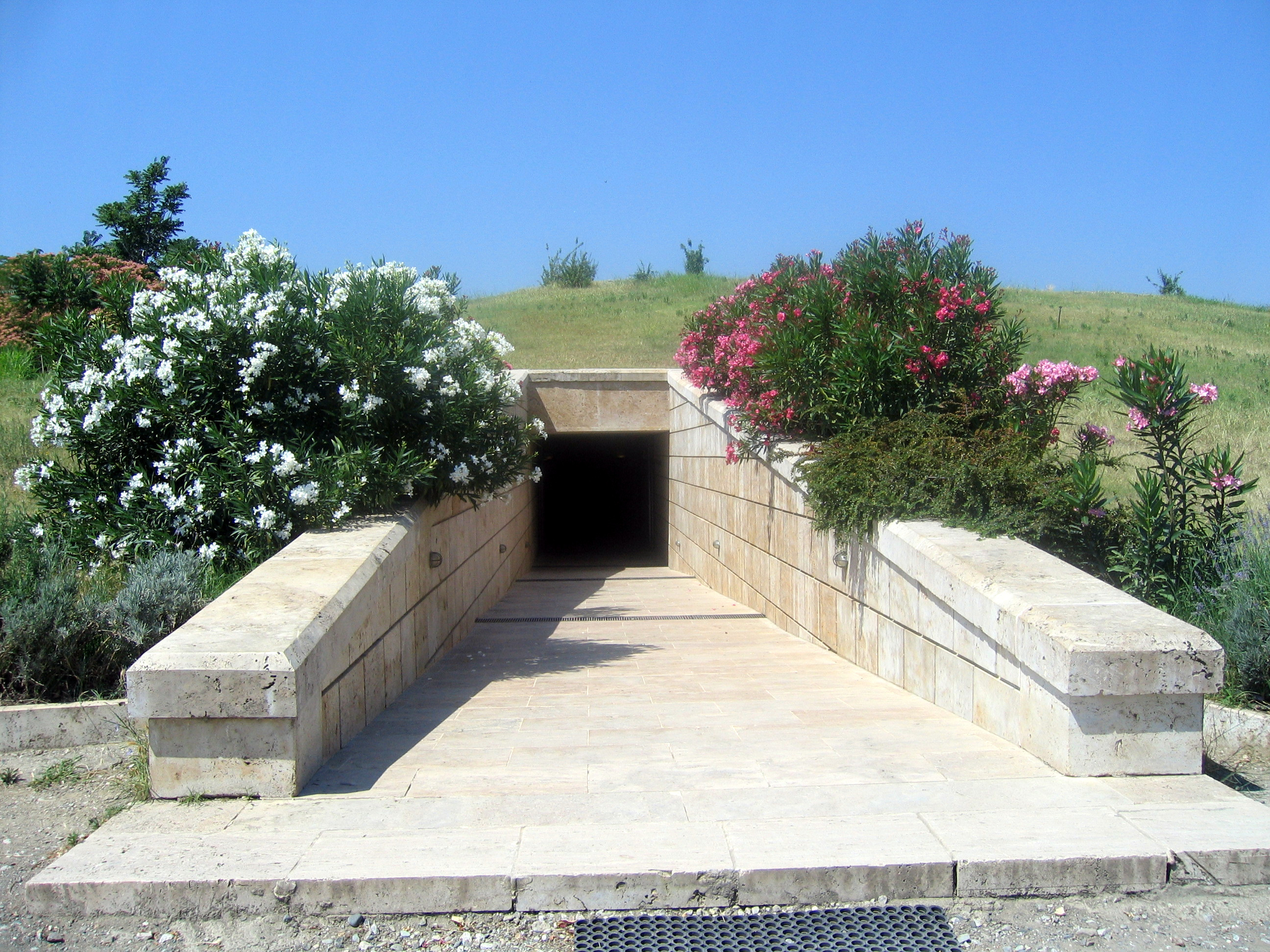
Entrada al Gran Túmulo, Museo Arqueológico de Vérgina.

El 8 de noviembre de 1977, el arqueólogo griego Manolis Andronikos encontró, entre otras tumbas, un sepulcro real intacto en la necrópolis de la antigua Vergina en la prefectura de Emacia. Los descubrimientos que se hicieron en esta tumba fueron mostrados al público en una exposición itinerante llamada La Búsqueda de Alejandro, que se mostró en cuatro ciudades de Estados Unidos entre 1980 y 1982.
Si bien inicialmente se identificaron como pertenecientes a Filipo II, Eugene Borza y otros historiadores han sugerido que la tumba realmente perteneciera a su hijo, Filipo Arrideo. Las discusiones acerca del particular a menudo se centran en contradicciones entre "el cuerpo" y el "esqueleto" de Filipo II, así como en las fuentes más fiables sobre su vida (y sus heridas).
La anquilosis de la rodilla y el orificio que la atraviesa en el esqueleto encontrado entronca con la historia de su herida penetrante de batalla en 339 a. C. y la cojera que sufrió como consecuencia. 
En junio de 2015 se dieron a conocer los resultados de un estudio osteoarqueológico profundo realizado por Theodore Antikas y Laura Wynn-Antikas que apoyaba la identificación de los huesos hallados en la tumba II de Vergina con los de Filipo II de Macedonia, aunque no se pudo confirmar mediante pruebas de ADN. Por otra parte, en julio de 2015 se publicaron los resultados de otro estudio realizado por un equipo de investigadores liderado por Antonis Bartsiokas y Juan Luis Arsuaga que defiende, en cambio, que los restos de Filipo II corresponden a los de un varón de mediana edad hallado en la tumba I.

## En las artes y la cultura popular
Filipo II ha aparecido como personaje en varias películas dedicadas a su hijo Alejandro. En la película Alejandro Magno (1956), Filipo II fue representado por el actor Fredric March. En la producción de Oliver Stone, Alejandro Magno (2004), el papel de Filipo II fue representado por Val Kilmer.

## En las fuentes clásicas
La mayor parte de la información contenida en las fuentes clásicas sobre Filipo II proviene de los escritos de los llamados oradores áticos, en concreto de Isócrates, Demóstenes y Esquines. Sus discursos ofrecen una valoración claramente sesgada de Filipo II, pues eran enemigos políticos de este. Son de utilidad sus traslados de documentos contemporáneos, aunque algunos son apócrifos. 
La obra de los historiadores contemporáneos a Filipo II se ha perdido en su mayor parte. Solo conservamos fragmentos dispersos de las Filípicas de Teopompo y de las de Anaximenes de Lámpsaco, así como del final de las Historias de Éforo de Cime, que acaban con el asedio de la ciudad tracia de Perinto por Filipo en el 340 a. C. 
Como fuentes secundarias tienen también valor el libro XVI de la Biblioteca histórica de Diodoro Sículo, que se basó en Teopompo, Éforo y Calístenes, así como las biografías de Demóstenes y de Foción escritas por Plutarco y el resumen hecho por el historiador tardorromano Justino de los libros VII, VIIII y IX de las perdidas Historias Filípicas de Pompeyo Trogo. 
Aparte de las fuentes literarias e históricas, los epígrafes originales más importantes proceden en su mayoría de la ciudad santuario de Delfos y de la región del Ática. Han sido recopilados en las ediciones de W. Dittenberger, Sylloge inscriptionum graecarum I.1 Leipzig, 1915. núms. 175 ss. y en M. N. Tod, A selection of Greek historical inscriptions. II. From 403 to 323. Oxford, 1948, núms. 148 ss. Las traducciones de algunos de ellos al francés se encuentran en J. M. Bertrand, Inscriptions historiques grecques, París, 1992, núms. 56-66.

## Sucesión
| Predecesor: Amintas IV | Rey de Macedonia 359 a. C. - 336 a. C. como regente de Amintas IV (359-355 a. C.) | Sucesor: Alejandro III |